# Buckshot
Buckshot (* 19. November 1974 in Brooklyn, New York City; bürgerlich Kenyatta Blake) ist ein US-amerikanischer Rapper und Mitglied der Gruppen Black Moon und Boot Camp Clik. Er wird den Genres Gangsta-Rap und Hardcore-Rap zugerechnet und veröffentlicht seine Musik auf dem Label Duck Down Records, dessen Mitbegründer er ist. Sein Name bezieht sich auf Schrotkugeln, im Englischen als „buckshot“ bezeichnet. Er ist ebenfalls als Buckshot Shorty und The BDI Thug bekannt.

## Werdegang
Buckshot wuchs in Brownsville in New York auf und begann dort zu rappen. Auf der High School freundete er sich dann mit dem MC 5ft und den späteren Gründern der Beatminerz, DJ Evil Dee und Mr. Walt, an. Mit den beiden erst genannten gründete er die Gruppe Black Moon und veröffentlichte als Teil dieser seine ersten Werke. Bis dahin war er auf dem Label Nervous Records zu Hause, verließ dieses aber 1994 zusammen mit Dru Ha und gründete Duck Down Records. Neben sich selbst nahm er unter anderem die Gruppen Heltah Skeltah und Originoo Gunn Clappaz unter Vertrag.
1996 arbeitete er dann mit Tupac Shakur, Dru Ha und Smif-N-Wessun an einem Album mit dem Titel „One Nation“. Es wurde zwar nie veröffentlicht, jedoch erhielt er von Shakur während dieser Zeit den Spitznamen „The BDI Thug“, den er später als Namen für sein Solodebütalbum benutzte.
Im folgenden Jahr formte er mit weiteren Musikern das Künstlerkollektiv Boot Camp Clik, veröffentlichte mit ihnen das Album „For the People“, sowie mit Black Moon 1999 ein weiteres Werk und schließlich, am 26. Oktober dieses Jahres, seinen Erstling, der 2003 noch einmal in einer längeren Version neu erschien.
Nach weiteren Aufnahmen als Teil seiner Gruppen schloss er sich 2005 mit dem Produzenten 9th Wonder zusammen und brachte mit ihm 2005 „Chemistry“, von dem von Black Moon mit „Alter the Chemistry“ ein Remake erschien, und 2008 „The Formula“ heraus.
Mit „Survival Skills“ folgte 2009 ein weiteres Kollaborationsalbum, dieses Mal jedoch mit dem mittlerweile bei Duck Down unter Vertrag stehenden KRS-One.

## Diskografie

### Alben
Solo
- 1999: The BDI Thug

Mit 9th Wonder
- 2005: Chemistry
- 2008: The Formula

Mit KRS-One
- 2009: Survival Skills